# メダル・オブ・オナー エアボーン
『メダル・オブ・オナー エアボーン』 (Medal of Honor: Airborne,略称：MOHA, MOHAB) は、エレクトロニック・アーツより発売されている一人称視点シューティング (FPS) のゲームソフト。PCでは第3作目、コンシューマーでは第9作目(国内未発売を含めると第11作目)。日本国内ではPLAYSTATION 3版は2007年12月20日に、Xbox 360版は2007年11月22日に発売された。
PC版は日本でアナウンスされていない。
各機種共にOperation Huskyの1ステージを収録したシングルプレイデモがリリースされている。
また、『メダル・オブ・オナー 史上最大の作戦』を最後に、本シリーズの音楽担当を離れていたマイケル・ジアッチーノが復帰しており、『アルンヘム騎士団』など過去シリーズの曲も数曲使用されている。

## ストーリー
1943年3月25日、チュニジア・ケロアンのアメリカ軍基地にて陸軍のとある部隊の訓練が行われていた。部隊の名は1942年8月に空挺師団に改編された第82空挺師団。彼らは4ヵ月後に控えているイタリアのシチリア島で行われるハスキー作戦に向けて日々厳しい猛訓練を繰り返している。ボイド・トラヴァーズ上等兵もその訓練に参加している空挺隊員の一人であった。

## 主なシステム

### パラシュートによる自由なスタート地点
タイトルどおり主人公はエアボーンであるため、スタート時のパラシュートでの降下ではパラシュートを操作して降下地点を選択することができ、建物の上や敵陣地の真ん中に着地することができる。着地時にはパラシュートにブレーキをかけるアクションがあり、タイミングによって着地に成功してすぐに行動できたり、失敗して遅れることがある。

### スクリプトによる演出
今作では今までの作品と違いスクリプトによる演出（一定の座標に到達すると突然敵が出現したりするなど）が少なくなっており、ステージのスタートと同時にAI同士が各戦区で戦闘を繰り広げる。そのため味方の援護に向かったときは既に敵を全滅させていたり、逆に壊滅している場合がある。

### AI
今作では、敵味方共にAIの性能が大幅に強化されている。具体的には、味方兵士は従来のようなマヌケな行動を取る事が無くなり、遮蔽物に隠れて敵の攻撃を防ぎ、手榴弾の爆発から逃げるようになった。また、隙を見つけたら突撃を仕掛けるなどして敵を倒してくれるので、後方からの援護がかなり有効になった。しかし、敵もこちらの隙を見つければ激しい攻撃を仕掛けるようになったので、遮蔽物に隠れながら隙をうかがう戦法がより重要になっている。

### 体力
体力は4つのブロックに分かれており、ダメージを受けるごとにブロック内の体力ゲージが減っていく。1ブロックがなくなる前に一定時間ダメージを受けずにいれば自動回復し、消費したブロックはマップに落ちている回復アイテムを拾うことで回復する。

### 武器
ステージの最初ではスタート時に携行する武器を選択することができる。手榴弾を含む各携行武器には熟練度と呼ばれるスキルがあり、一定以上その武器を使い続けることによってリロードが早くなったり装弾数が増えたり拡張したりといった、最大3回のアップグレードがされる。
銃の撃ち方にこだわり、前作とは違い射撃ボタンがR2になった（トリガーと形状が似ているため）。特に狙撃銃の撃ち方にはこだわっており、トリガーをぎりぎりまで引くと主人公が息を吸い込み（オンラインも同じく）、神経を集中させ、手ぶれを解消できる。またトリガーを放すと息を吐き出し（オンラインも同じく）、手ぶれするといったトリガーを引く愉しさが出ている。
狙撃銃などでスコープを覗いて倍率を変えたとき、すぐはっきり見えずピントぼけする。

### マルチプレイ
前作とは違いオンライン対戦ができるが、インターネットを利用しないオフライン対戦は削除されている。
本編と同様に事前の武器選択が可能。また2チームそれぞれ攻め方が違い、空挺部隊か陸戦部隊か選べるようになっている。
空挺部隊はスタート地点が上空で（ほぼ開始位置は毎度同じ）パラシュートでどこに降りるかによって戦況が変わったりもする。陸戦部隊はスタート地点が地上で（開始位置は毎度ランダム）降下してくる空挺部隊を迎撃することができるが夜戦だとわかりづらい場合がある。どちらも戦略性を秘めている。

## 主要登場人物

### アメリカ軍
ボイド・トラヴァーズ（Boyd Travers）
主人公。アメリカ陸軍第82空挺師団所属。階級は上等兵。マーケット・ガーデン作戦の後、これまでの功績が認められて伍長に昇進し、バーシティー作戦では第17空挺師団に移籍した。
スコット・ウェブ
各作戦における司令官。階級は大佐。

### ドイツ軍
エリート兵（Nazi Storm Elite）
ゲーム終盤に登場する黒服の親衛隊員。武器はMG42を使用。第一次世界大戦末期に活躍した対化学兵器使用下の塹壕戦突撃部隊である突撃歩兵に様相が酷似している。高い攻撃力とずば抜けた耐久力を持ち、ヘッドショットはおろか、手榴弾や57mm無反動砲の直撃でも一発では倒せない。しかし、BAR（ブローニングオートマチックライフル）の20発で倒せる。初登場したバーシティー作戦でのムービーでは、単独で空挺部隊を壊滅状態に追い込んでいる。ゲームのオリジナルキャラクター。

## ステージ一覧

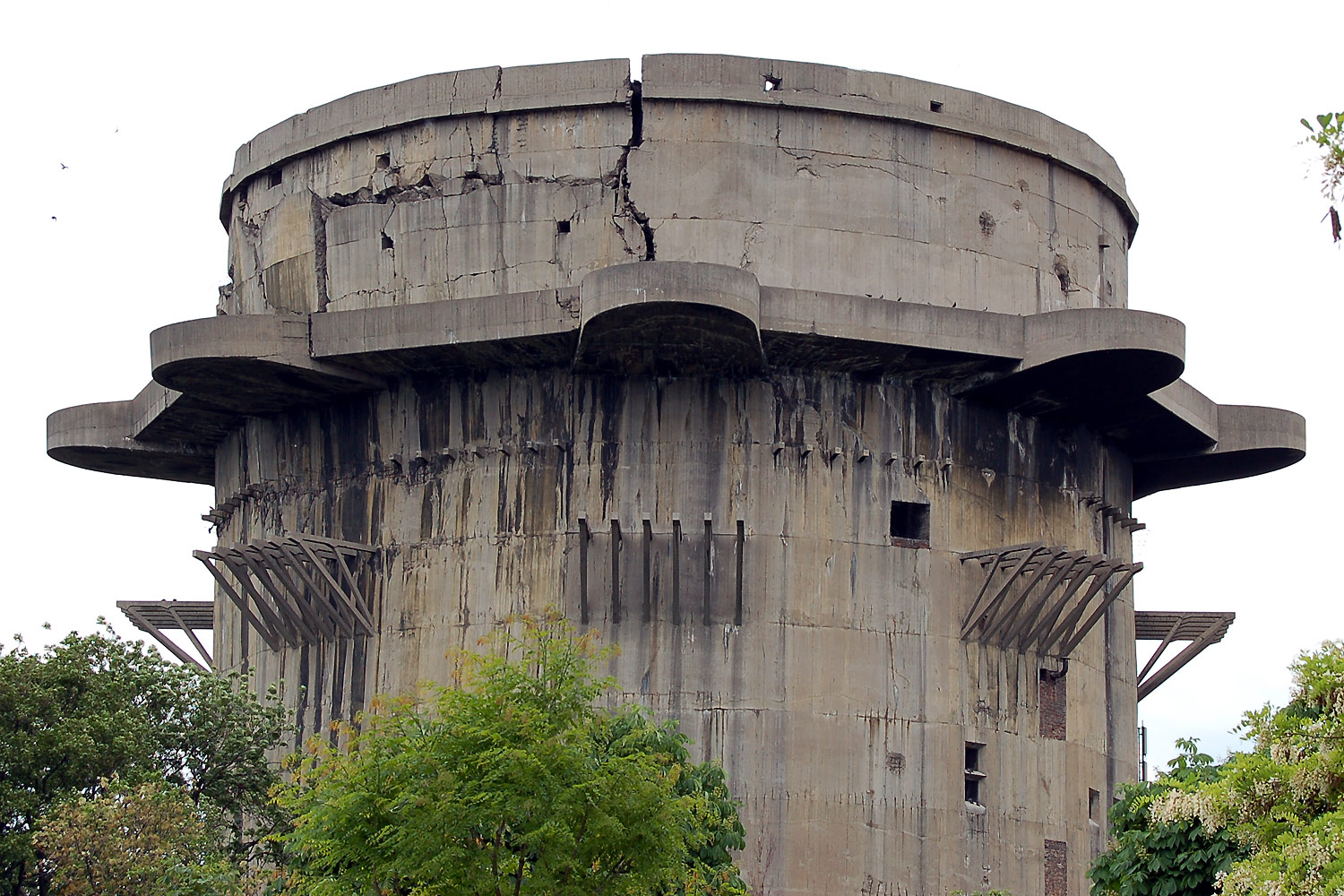
ウィーンに残存する実際の高射砲塔。
本作のメイキング・ムービーによると、製作スタッフは実物の高射砲塔を参考にしたというが、それがこれなのかは不明。

Operation Husky July 1943
Adanti, Italy
ハスキー作戦
第82空挺師団の初陣。イタリア・シチリア島アダンティに降下し、イタリア軍の対空砲を破壊する。
Operation Avalanche Sept 1943
Paestum, Italy
アバランチ作戦
アメリカ第5軍を支援するために、イタリアの遺跡が立ち並ぶパエストゥムに降下する。
Operation Neptune June 1944
Audouville, France
ネプチューン作戦（ノルマンディー上陸作戦の正式名称）
ユタ・ビーチからの上陸部隊を支援するために降下し、掩蔽壕を制圧する。
Operation Market Garden Sept 1944
Nijmegen, Holland
マーケット・ガーデン作戦
オランダにあるナイメーヘン橋を奪取するために降下する。
Operation Varsity March 1945
Essen, Germany
バーシティ作戦
ドイツの戦車工場を破壊するためにドイツ本土に降下する。このステージからは空挺部隊は第17空挺師団に変わる。
Der Flakturm March 1945
Der Flakturm
高射砲塔（デア・フラックトゥルム）
ドイツ軍の残兵が立て篭もる超巨大要塞「高射砲塔」を破壊するために降下する。史実ではアメリカ軍が高射砲塔を直接攻撃したことはなく、ベルリンの戦いでソ連陸軍がベルリンにある高射砲塔を攻撃したことが唯一の記録である。作中では、バーシティー作戦の一環として行われる。

## 使用音楽
名称はオリジナルサウンドトラックより。

### オリジナル
Back Alleys
Defusing The Charges
End Credits
Der Flakturm
Destroying the Fuel Reserves
Dropping into Nijmegen
Following the Demolition Wires
Gunfight in the Ruins
In The Trenches
Main Theme
Operation Husky
Operation Neptune
Operation Varsity
Paestum Landing - パエストゥム・ランディング
パエストゥム降下の意。初代から使用されてきた『メダル・オブ・オナー』のテーマ曲を組み込んでおり、予告編でも使用されるなど実質上のメインテーマともいえる。
Restoration Temple
Room by Room
Sniper Showdown
Taking Out The Sighting Tower
Unblocking Utah
Wreckage of Nijmegen

### 過去作品
- Medal of Honor

Main Theme
- メダル・オブ・オナー 史上最大の作戦
- メダル・オブ・オナー ライジングサン
- メダル・オブ・オナー ヨーロッパ強襲
- メダル・オブ・オナー ヴァンガード